# Sardinië
Sardinië (Italiaans: Sardegna, Sardisch: Sardinna, Sardinya, Sardinia, afhankelijk van welke streek) is een Italiaans eiland in de Middellandse Zee.

## Algemeen

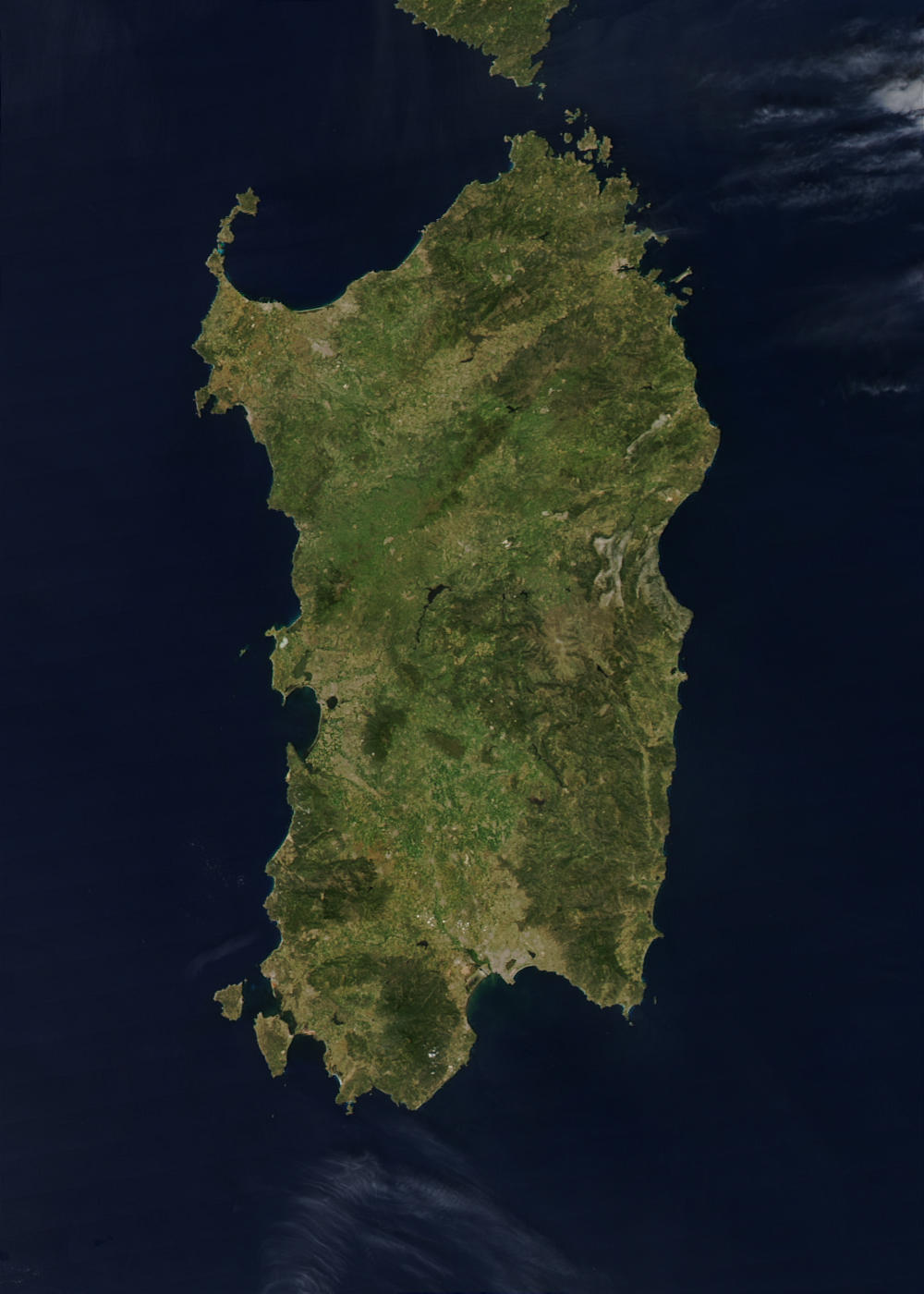
Satellietfoto Sardinië

Het eiland Sardinië ligt pal ten zuiden van het eiland Corsica (gescheiden ervan door de Straat van Bonifacio), ten westen van de Laars van Italië, en ten noorden van Tunesië. Met 24.090 km² is het na Sicilië het grootste eiland in de Middellandse Zee. Het heeft ongeveer 1,56 miljoen inwoners. De hoofdstad van Sardinië is Cagliari, dat in het zuiden van het eiland ligt. Andere belangrijke plaatsen op het eiland zijn Sassari, Nuoro, Olbia en Oristano. De belangrijkste havens zijn Porto Torres, Olbia, Golfo Aranci, Arbatax, Porto Foxi en Cagliari. Sardinië is een autonome regio binnen de Italiaanse Republiek.
Het eiland wordt omringd door een grote reeks van rotsige eilandjes, deels bewoond, soms in gebruik door (kleine) veeboeren die 's avonds weer huiswaarts keren. Ontelbaar zijn de kleine zanderige baaitjes, omringd door vele kliffen, waar het zeewater een specifieke kleur heeft. De Grotta di Nettuno is een bezienswaardigheid. De hoogste top op het eiland, een granietbult in het midden (Punta La Marmora), reikt tot 1834 meter hoogte.

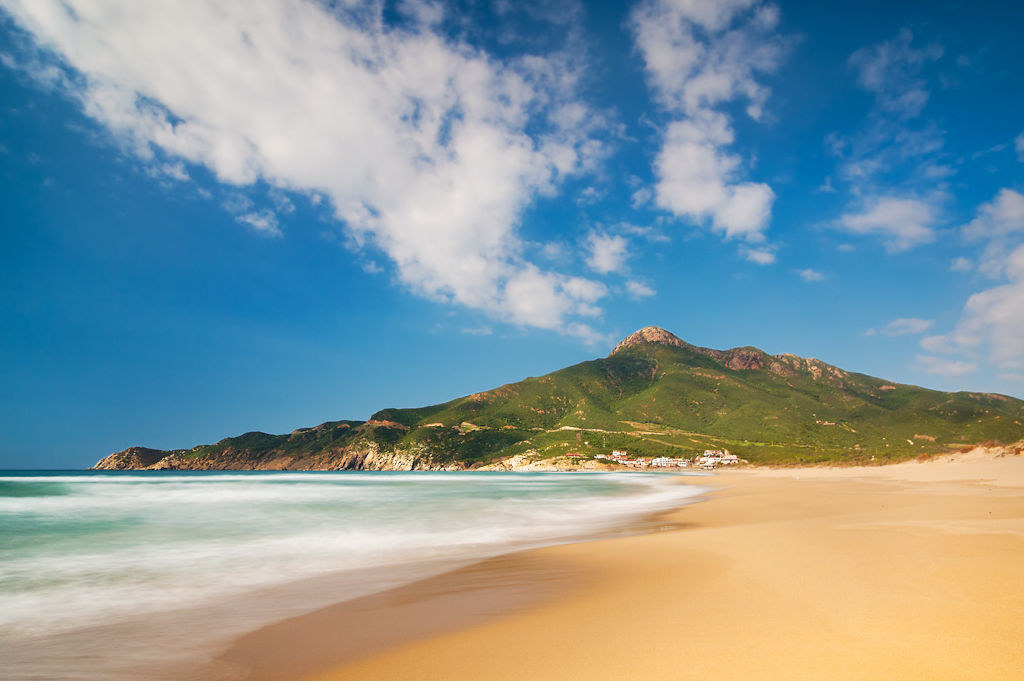
Spiaggia di Portixeddu (Fluminimaggiore-Buggerru)

Het eiland heeft een subtropisch, mediterraan klimaat. De zomers kunnen zeer warm worden en de winters zijn doorgaans mild. Sneeuw komt frequent voor in de bergen. De kustgebieden blijven doorgaans van sneeuw gevrijwaard. Daarnaast staat het eiland onder invloed van de wind; de maestrale (ook bekend als mistral), sirocco, libeccio en levante. Karakteristiek is, net als op Corsica, de begroeiing met maquis,
een ruig, kruidachtig struikgewas. 
Prehistorische stammen hebben indrukwekkende monumenten nagelaten zoals de Domus de Janas (uit de neolithische tijd) en de duizenden Nuraghi die hier verspreid staan, opgebouwd uit losse stenen en gebruikt als torens of hele burchten. Later kwamen de Feniciërs en de Carthagers (500 v. Chr.). Daarna de Romeinen, de Vandalen, de Byzantijnen en in de 11e eeuw de Saracenen (zie: Geschiedenis, hieronder). Mede hierdoor bevat het eiland een smeltkroes van volkeren en culturen. De vele kerken en basilieken zijn bijzonder fraai in een schilderachtig landschapsdecor.

## Benamingen voor Sardinië
In het Sardisch heet Sardinië Sardegna, Sardinna of Sardinnia.
De Feniciërs noemden het eiland "Sharden" (van SRDN in het Fenicisch) en de Grieken noemden het "Ichnoussa" of ook wel "Sandalion" vanwege de vorm ervan, die aan een voetafdruk doet denken.
De formele en officiële naam van Sardinië is "Sardinië Autonome Regio" (Regione Autonoma della Sardegna in het Italiaans en Regione Autònoma de Sardigna in het Sardisch).

## Talen
Naast Italiaans spreekt een deel van de bevolking van het eiland onder andere Sardijns (ook Sardisch genoemd) en Catalaans (in Alghero). In het uiterste noorden een dialect verwant aan het Corsicaans. In juni 2018 stemde het regionale parlement van Sardinië in met een officieel statuut voor het Sardijns en een erkenning voor het Catalaans in Alghero. In juli volgde een regeling die onderwijs in deze talen mogelijk maakt.
Sardijns is een van de meest archaïsche Romaanse talen, afkomstig uit het Latijn. De taal bevat elementen uit andere talen, waaronder Fenicisch en Etruskisch en invloeden uit het Midden-Oosten en Zuidwest-Azië. Het Sardisch is met uitsterven bedreigd. Slechts 13 procent van de kinderen spreekt nog Sardisch.
De officiële taal is Italiaans, maar Sardisch wordt gesproken en traditioneel gebruikt in zang en muziek. Ook op literair gebied wordt de taal steeds vaker gebruikt, hoewel er geen officiële spelling is afgesproken. De regionale Sardijnse overheid heeft het Sardisch goedgekeurd voor gebruik in officiële documenten.
Sardinië kan grofweg in drieën worden gedeeld wat betreft de gesproken dialecten op het eiland. In het noorden spreekt men het Logudorees, in Midden-Sardinië spreekt men het Nuorees en in het zuiden spreekt men het Campidanees. Deze laatste variant wordt door verreweg de meeste Sardijnen gesproken. Ook zijn er enkele Sardijnse dialecten die slechts door een beperkte groep wordt gesproken. Zo spreekt men in het noordelijke puntje Gallura het Gallurees, dat sterke verwantschap vertoont met het Corsicaans dat in het zuiden van het Franse eiland wordt gesproken. In de stad Alghero aan de noordwestkust spreekt men het Algherees, dat een vorm van het Catalaans is; Alghero is namelijk door een groep Catalaanse vissers gesticht. Op het zuidwestelijk gelegen eilandje San Pietro en op het eiland Sant Antioco, spreekt men een soort Genuees: op dat eiland vestigde zich een groep tonijnvissers uit Liguria (streek rond Genua) die waren verdreven van het voor de Tunesische kust gelegen eilandje Tabarka.

## Geschiedenis

### Steentijdperk en obsidiaan
De lange mijnbouwgeschiedenis van Sardinië begon waarschijnlijk rond het 6e millennium voor Christus met de winning van obsidiaan op de helling van Monte Arci in het centraal-oostelijke deel van het eiland. Monte Arci was een van de belangrijkste mediterrane centra voor de winning en bewerking van dit vulkanisch glas. Er werden ongeveer 160 vaste of tijdelijke nederzettingen gevonden van waaruit obsidiaan later werd geëxporteerd naar Zuid-Frankrijk en Noord-Italië. Obsidiaan werd gebruikt voor speerpunten en snijwerktuigen. Ook nu nog kan het vulkanische glas gevonden worden op de berghellingen.

### De tijd van de Nuraghe

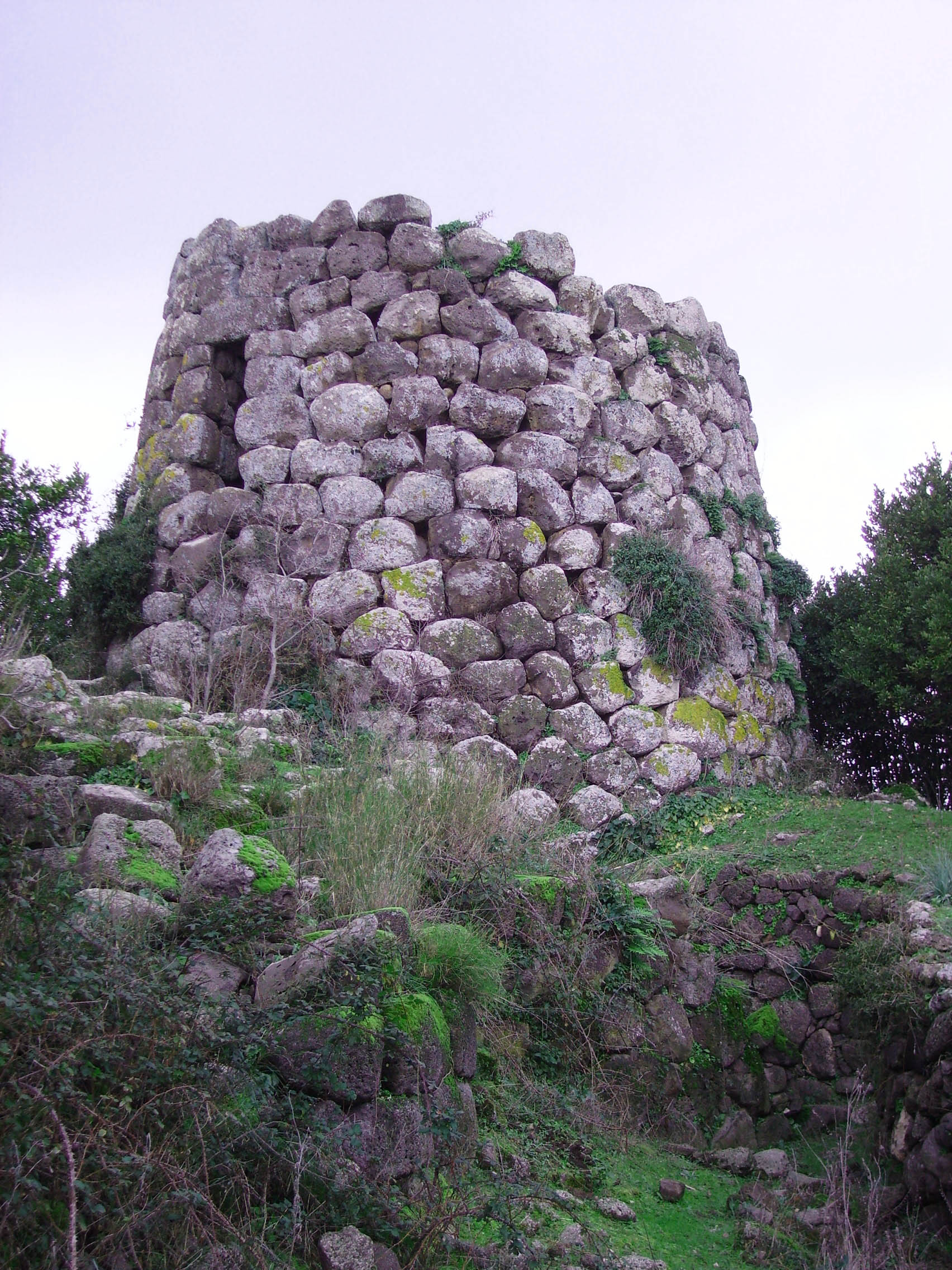
Nuraghe Longu

De prehistorische tijd in Sardinië wordt gekenmerkt door de typische bouwwerken in natuursteen die Nuraghi genoemd worden. Er zijn ongeveer 7000 van deze constructies in meer of minder complexe structuren. Het bekendste complex is wel Su Nuraxi di Barumini in de provincie van Cagliari. De Nuraghi werden gebouwd in de periode van ca. 1800 tot 250 voor Chr. Het hoogtepunt van de cultuur, die samenviel met de Bronstijd, lag tussen 1200 en 900 voor Chr. De bevolking deed aan landbouw en veeteelt, mijnbouw en produceerde brons.
Er waren heilige plaatsen (met name waterputten) en graven (Dolmen). Men weet dat de bevolking al contact had met de Myceners. Er is zelfs verondersteld dat de architectuur van de Myceners afgeleid was, maar dat is niet direct bewezen.
Sardinië onderhield in deze periode nauwe contacten met Cyprus. Bronzen spiegels en drievoeten uit Cyprus werden eerst ingevoerd en daarna geïmiteerd. Sommige bronzen beeldjes die gegoten werden volgens de verlorenwastechniek, dateren van voor het jaar 900 v. Chr.

### Feniciërs, Puniërs en Romeinen
Aan het begin van de achtste eeuw voor Christus stichtten de Feniciërs een aantal steden op Sardinië: Tharros, Bithia, Sulcis, Nora en Karalis (Cagliari). De Feniciërs kwamen oorspronkelijk uit de Levant. Zij dreven handel in het Middellandse zeegebied. Ze richtten in het hele gebied steunpunten op. Sardinië nam een speciale plaats in wegens de ligging ten opzichte van Carthago, Spanje, de Rhônedelta en het gebied van de Etrusken. Verder was al in die tijd de mijnstreek rond Iglesias belangrijk voor de winning van metalen zink en lood. De steden lagen op strategische punten, vaak schiereilanden of eilanden voor de kust, die makkelijk verdedigbaar waren en natuurlijke havens vormden. Na de Feniciërs namen de Puniërs (uit de oorspronkelijk Fenicische kolonie Carthago) in dat deel van de Middellandse zee de macht over. Dit was rond 550 voor Christus. De Puniërs (een verbastering door de Romeinen van het woord voor Feniciërs uit het Grieks, Phoinike) breidden hun invloed uit tot bijna geheel Sardinië. Daarna namen de Romeinen Sardinië over in 238 voor Christus. De Romeinen hadden daarvoor wel een oorlog uitgevochten met Carthago, de Eerste Punische Oorlog. Een jaar na het einde van de oorlog brak er een opstand uit onder de Carthaagse huurlingen. Ze zorgden ervoor dat de Romeinen op vreedzame wijze het eiland konden bezetten. Toen ze Sardinië in handen kregen, kregen ze een redelijk ontwikkelde stedelijke cultuur en infrastructuur in handen. Voor de Romeinen was Sardinië samen met Sicilië en Etrurië de graanschuur voor de stad Rome totdat ze Egypte veroverden. De Punische cultuur bleef vrij sterk op Sardinië, ook onder het Romeinse bestuur. Tharros, Nora, Bithia, Antas en Monte Sirai zijn nu archeologische plaatsen waar de antieke architectuur en stadsplanning nog goed te zien is terwijl Karalis is uitgegroeid tot de huidige hoofdstad van Sardinië, Cagliari.

### Middeleeuwen
Na de val van het West-Romeinse Rijk na de Grote Volksverhuizing werd Sardinië onderworpen aan verschillende overheersingen. Vanaf 456 na Christus bezetten de Germaanse Vandalen het eiland vanuit Noord-Afrika, waarna de Byzantijnen het ongeveer 80 jaar later "bevrijdden". Vanaf 711 vielen de Arabieren regelmatig het eiland aan. Om die reden werd in de negende eeuw na Christus Tharros verlaten, na meer dan 1800 jaar bewoning, en het huidige Oristano gebouwd.
In het begin van de 11e eeuw deden moslims uit de Taifa Dénia een poging om het eiland te veroveren. In de strijd tegen de Arabieren werd de hulp ingeroepen van de maritieme republieken Pisa en Genua. De enige verslagen van die oorlog zijn afkomstig uit Pisan en Genoese kronieken. De christenen wonnen, maar daarna werd Sardinië verdeeld in vier giudicati: Cagliari (Calari), Arborea (Arbaree), Gallura, Torres of Logudoro, die werden bestuurd door rechters. Een van de markantste figuren uit de late Middeleeuwen was Eleanora van Arborea, de vrouw die de grondslag legde voor een wetsbestel dat tot 1827 geldig bleef, de Carta de Logu.
In dezelfde periode nam de invloed van de Kroon van Aragón toe totdat de Aragonezen in 1324 na de slag bij Lucocisterna, in een coalitie met Valencianen en koning Sanç van Majorca Sardinië inlijfden. Uit deze tijd stammen de zogenaamde Aragonese torens die langs de kust werden gebouwd ter bescherming van het eiland tegen de Arabieren. Op de plaatsen van de oude Fenicische steden, die op strategische punten liggen, kan men deze torens nog terugvinden, vaak gebouwd met de stenen van de oude bouwwerken. Een mooi voorbeeld van dit hergebruik is nog terug te vinden in de kerk van Santa Giusta bij Oristano waar men de Fenicische stad Othoca heeft teruggevonden.
De Catalaans-Aragonese cultuur was zo sterk dat nu nog rond Alghero het Catalaans als officiële taal erkend is.

### Van Koninkrijk Sardinië tot autonome regio
Van 1718 tot 1861 (de Risorgimento) vormde Sardinië met Piëmont het Koninkrijk Sardinië. De ontwikkeling van de infrastructuur verliep langzaam. Onder Karel Felix werd de belangrijkste verkeersader van noord naar zuid aangelegd, de Strada Statale die nu nog zijn naam draagt. In 1883 reden de eerste treinen tussen Cagliari en Sassari, de belangrijkste steden van Sardinië. Onder Mussolini werden de moerassen bij Oristano drooggelegd en werd de grondslag gelegd voor de meest succesvolle landbouwgemeenschap op Sardinië, Arborea. Ook stichtte Mussolini Carbonia, zo genoemd vanwege de rijke steenkoolmijnen in dit gebied.
In de tijd na de Tweede Wereldoorlog nam het belang van de steenkool af en die van de toeristische sector toe. Pogingen om meer werkgelegenheid te scheppen zijn vaak mislukt doordat de goedkope arbeid de hoge transportkosten niet voldoende kon compenseren.
Sinds 1948 is Sardinië een autonome regio. Met name het noordelijke deel van Sardinië (La Maddalena, Costa Smeralda), en het gebied rond Cagliari is toeristisch flink ontwikkeld.
In de jaren-1970 en jaren-1980 streefde een deel van de bevolking naar de onafhankelijkheid van Sardinië, eventueel samen met het Franse eiland Corsica. De meesten deden dit vreedzaam, maar een militante minderheid richtte de Nationaal Anarchistische Insurrectionistische Organisatie op en pleegde bomaanslagen, sabotage en ontvoeringen. Ten slotte werden de leiders opgepakt en tot lange gevangenisstraffen veroordeeld, zoals Francisco Porcu die levenslang kreeg.
Op het eiland zijn anno 2015 meerdere politieke bewegingen actief die streven naar onafhankelijkheid van Italië. Een ervan stelt zelfs een staatsvorm voor waarin Sardinië een overzees kanton zou worden van Zwitserland: Canton Marittimo.

## Provincies van Sardinië
| Provincie     | Afkorting | Hoofdstad | Belangrijke plaatsen          |
| ------------- | --------- | --------- | ----------------------------- |
| Cagliari      | CA        | Cagliari  | Quartu Sant'Elena, Assemini   |
| Nuoro         | NU        | Nuoro     | Siniscola                     |
| Oristano      | OR        | Oristano  | Terralba                      |
| Sassari       | SS        | Sassari   | Alghero, Porto Torres, Ozieri |
| Zuid-Sardinië | SU        | Carbonia  | Iglesias, Sanluri             |

## Verkeer

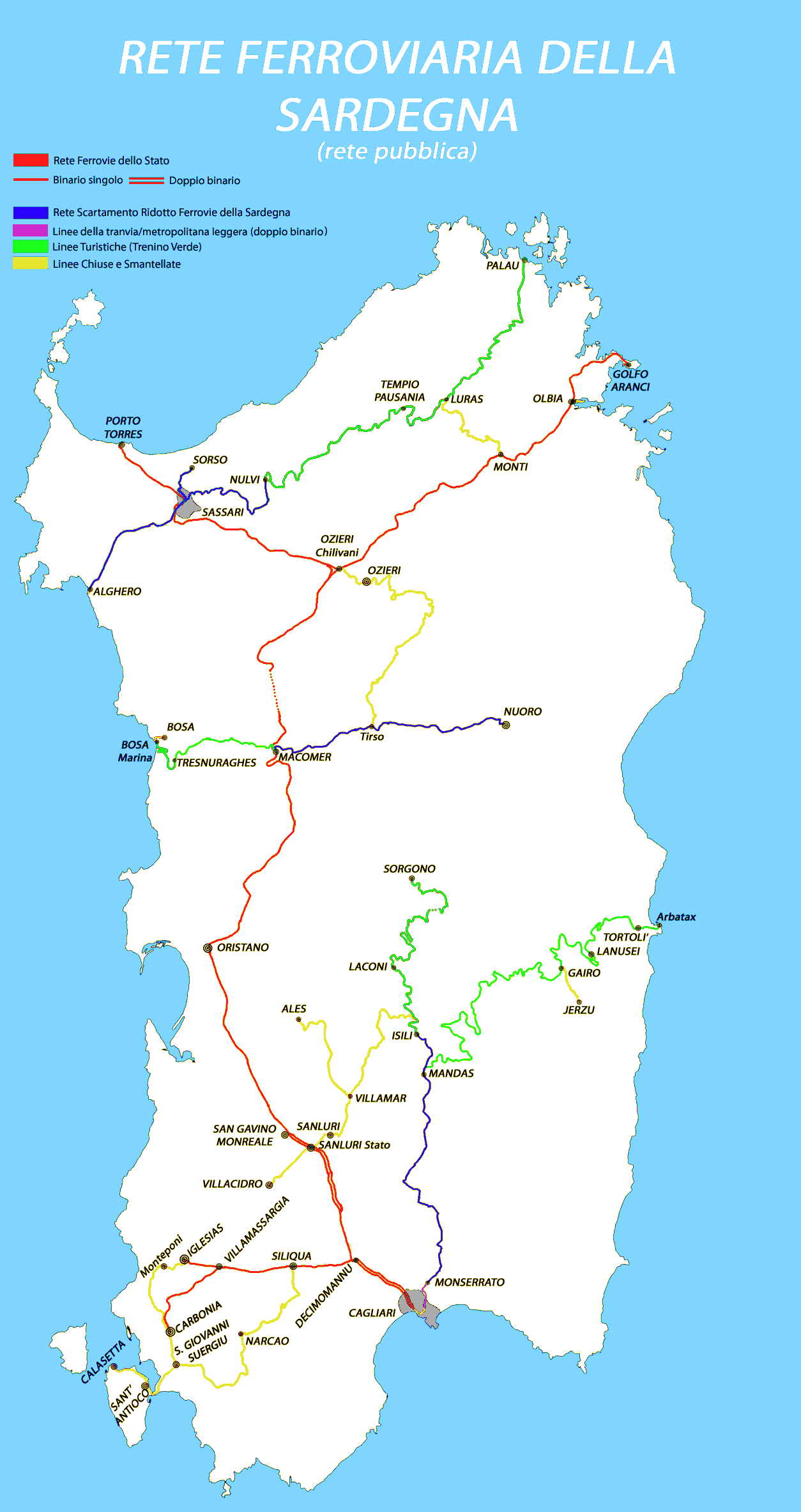
Spoornet van Sardinië.

### Luchthavens
Sardinië beschikt over drie internationale luchthavens: 
- Aeroporto di Alghero nabij Alghero, in het noordwesten
- Aeroporto di Olbia-Costa Smeralda nabij Olbia, in het noordoosten
- Aeroporto di Cagliari nabij de hoofdstad Cagliari, in het zuiden.

### Railvervoer
Het eiland heeft twee spoornetten:
- Een hoofdspoornet op normaalspoor wordt uitgebaat door de Nationale Italiaanse spoorwegmaatschappij Trenitalia. Dit net bestaat uit een noord-zuidverbinding met twee zijtakken.
- Een buurtspoorwegnet op smalspoor (950 mm) wordt uitgebaat door de FdS (Ferrovie della Sardegna). Veel van deze smalspoorlijnen worden enkel bereden door toeristische treinen, de Trenino Verde.

In Sassari (2006) en Cagliari (2008) zijn lightrail/tram-systemen gebouwd, beide op 950 mm smalspoor.

### Veerdiensten
De voormalige Italiaanse rederij Saremar exploiteerde tot 2016 veerdiensten vanuit Sardinië naar La Maddelena, Isola San Pietro, Corsica en het Italiaanse vasteland.

## Evenementen
- Festo di Sant'Efisio: Jaarlijks van 1 tot 4 mei wordt het beeld van de H. Efisius in processie over het eiland gedragen om te herdenken, dat hij in 1652 het eiland heeft gered van de pest. In de kleurrijke optocht draagt elke stad of dorp de eigen historische dracht. Koetsen en wagens worden getrokken door paarden en ossen, alles op de tonen van de launeddas, de Sardijnse fluit.